# St. Aper (Wasserliesch)

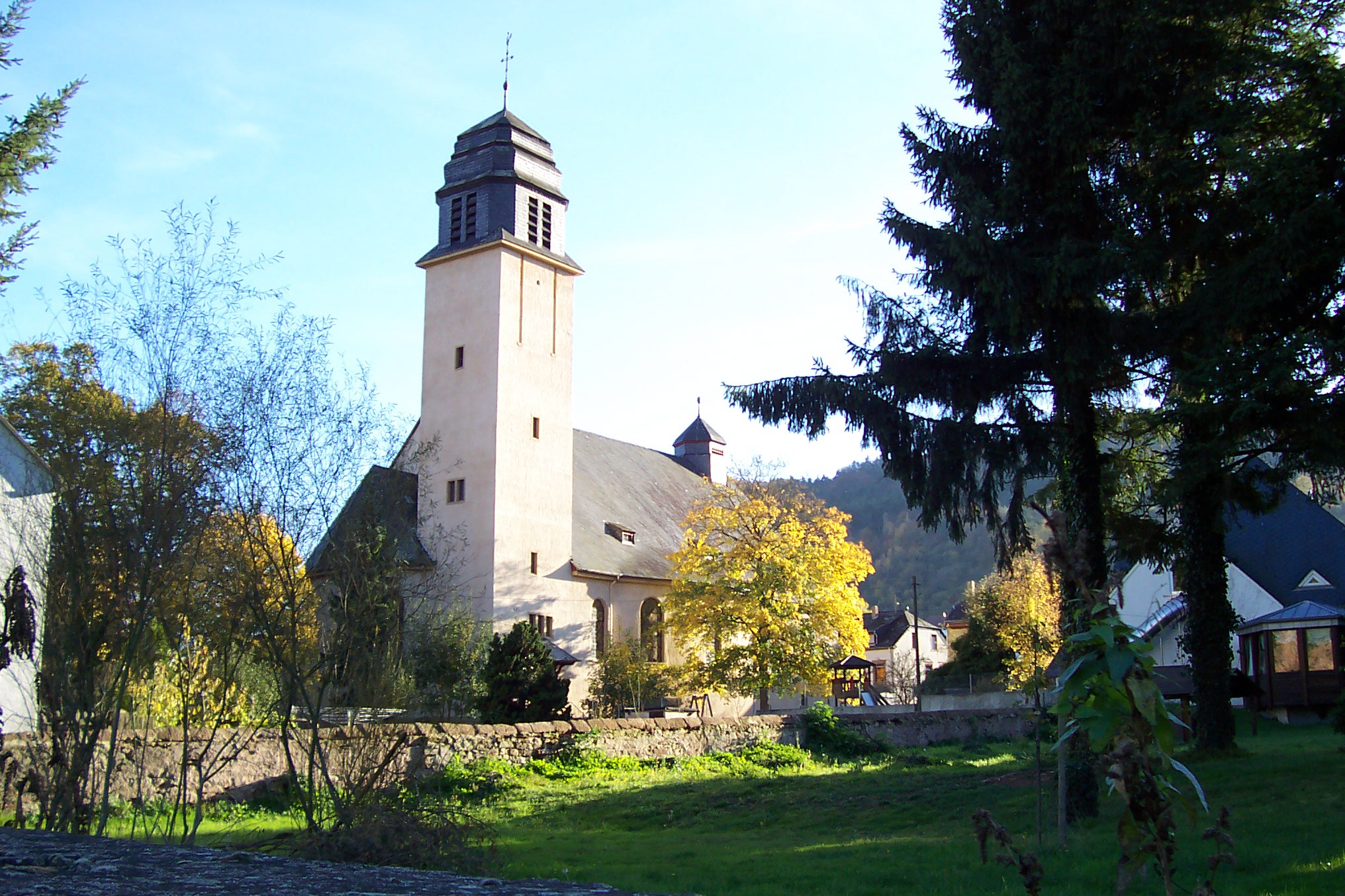
St. Aper, Ansicht Moselseite

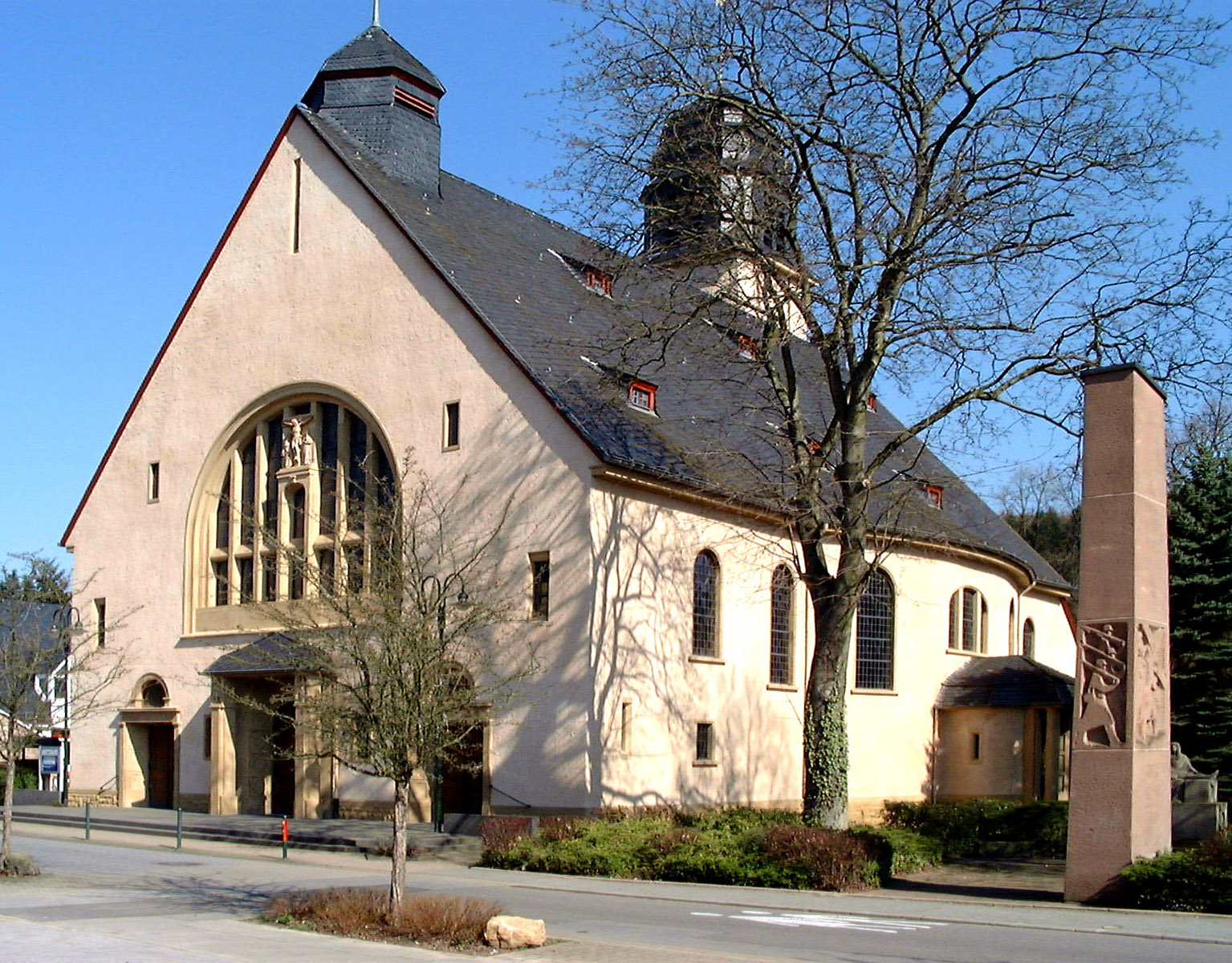
St. Aper, Ansicht Eingangsseite

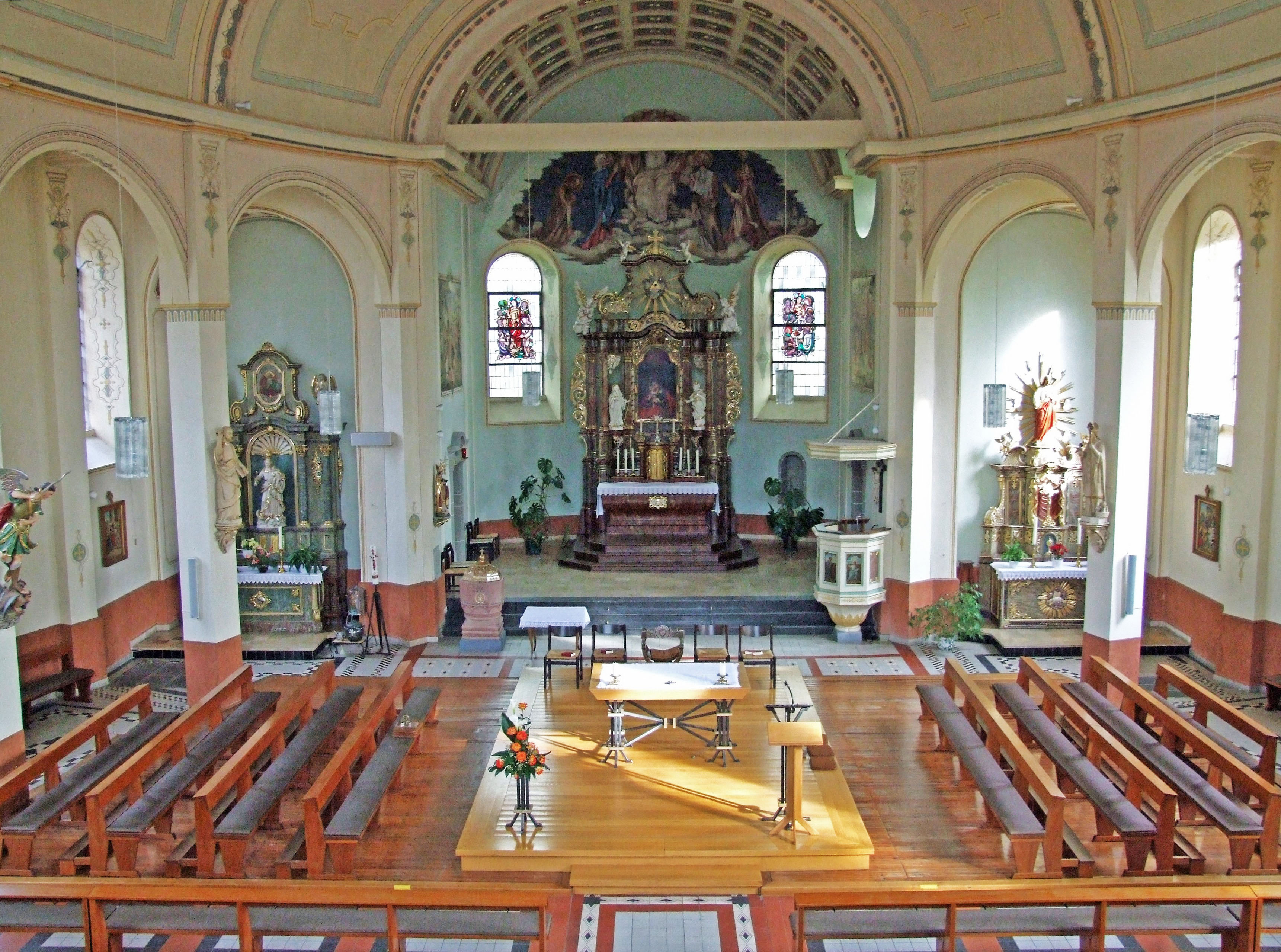
Innenansicht von St. Aper

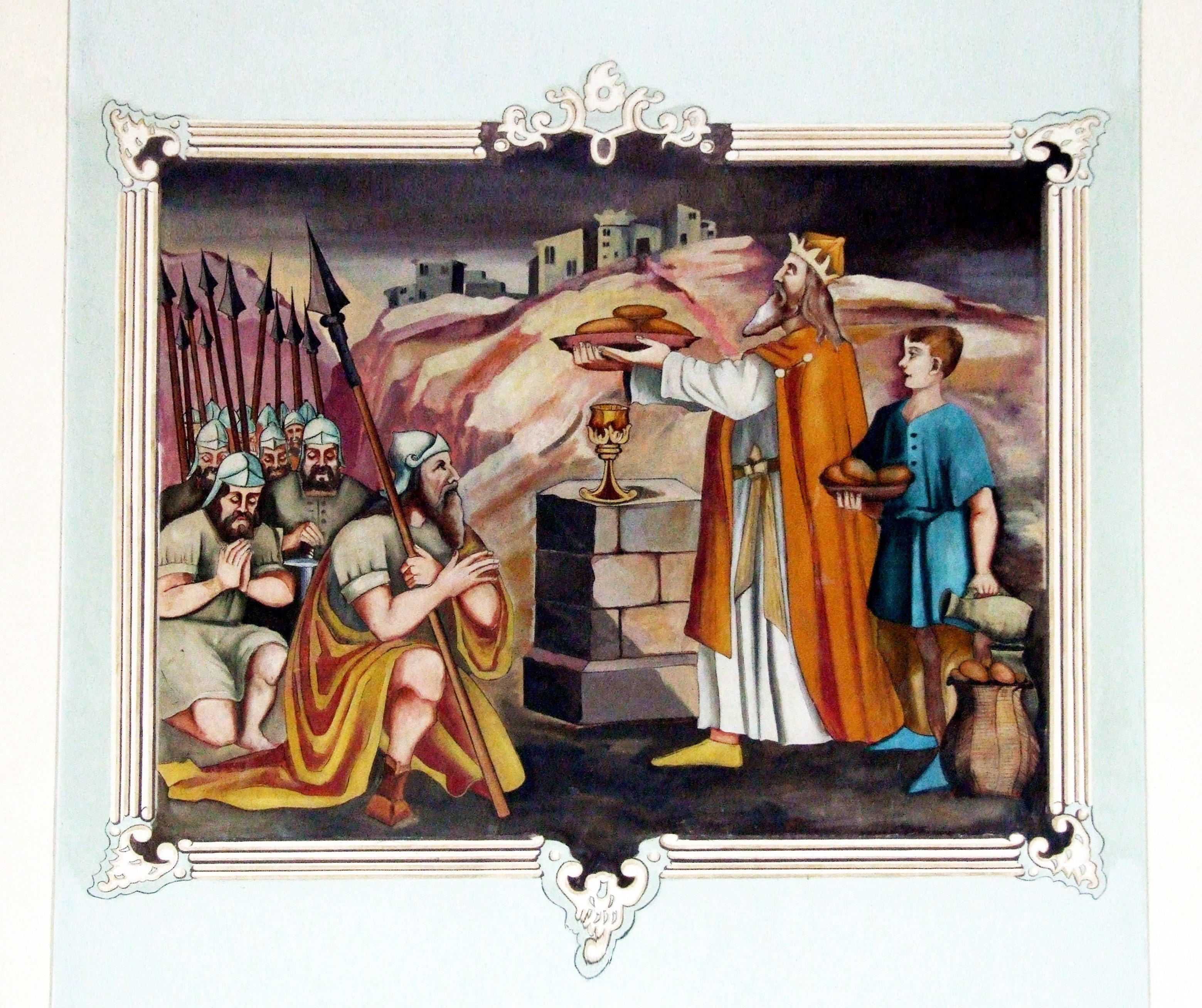
Wandbild im Chor rechts

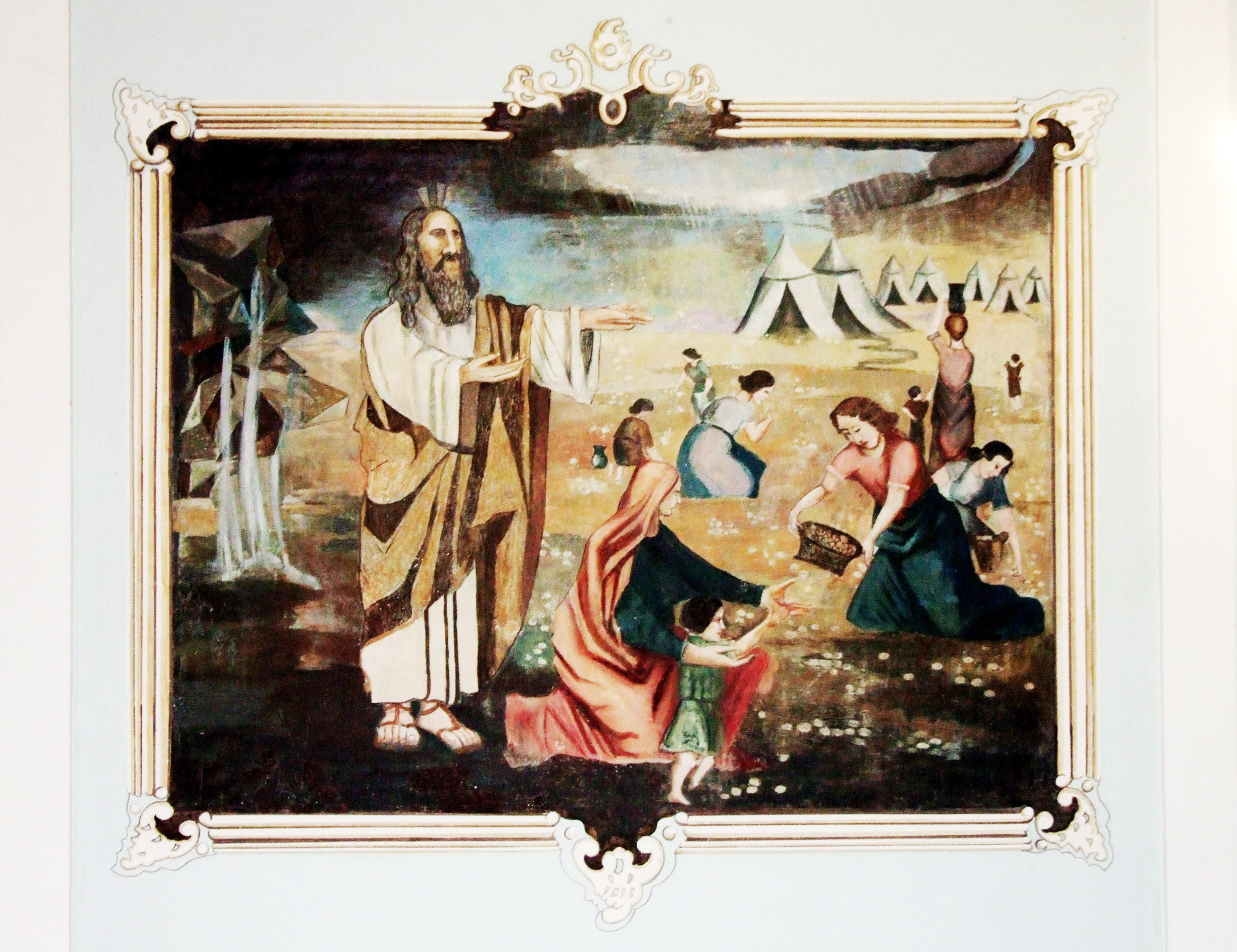
Wandbild im Chor links

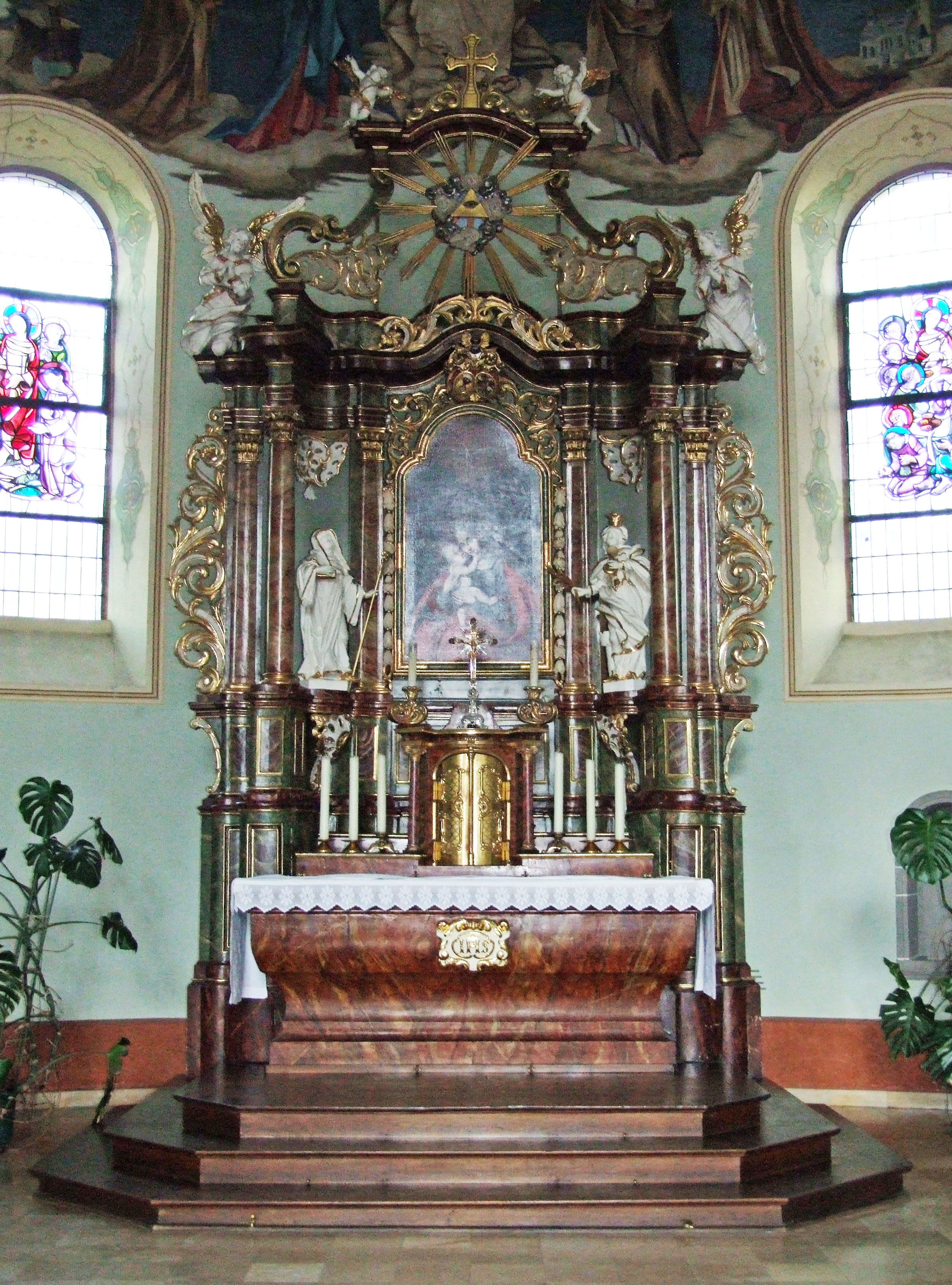
Der Rokoko-Hochaltar

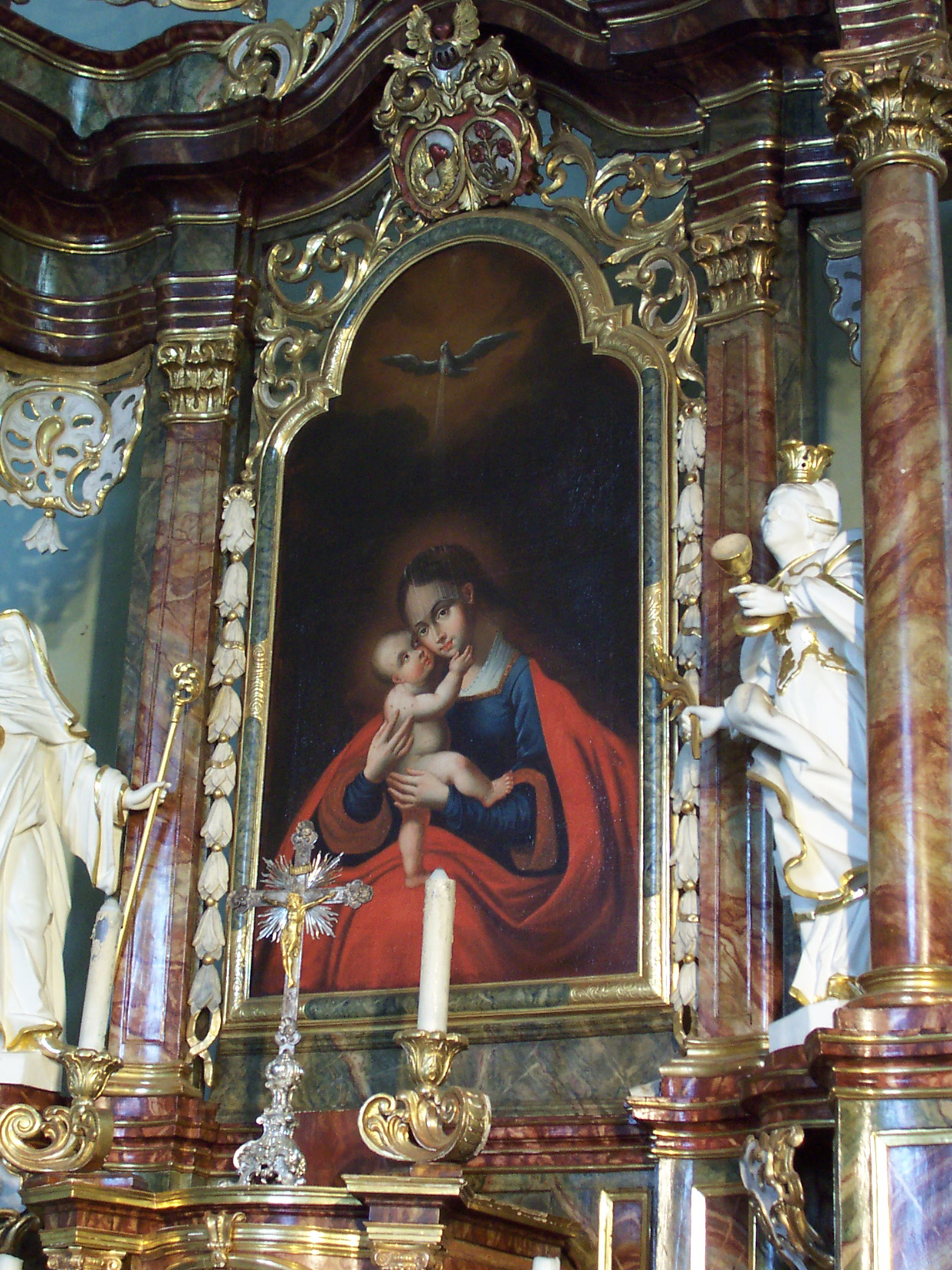
Das Gnadenbild Maria Hilf

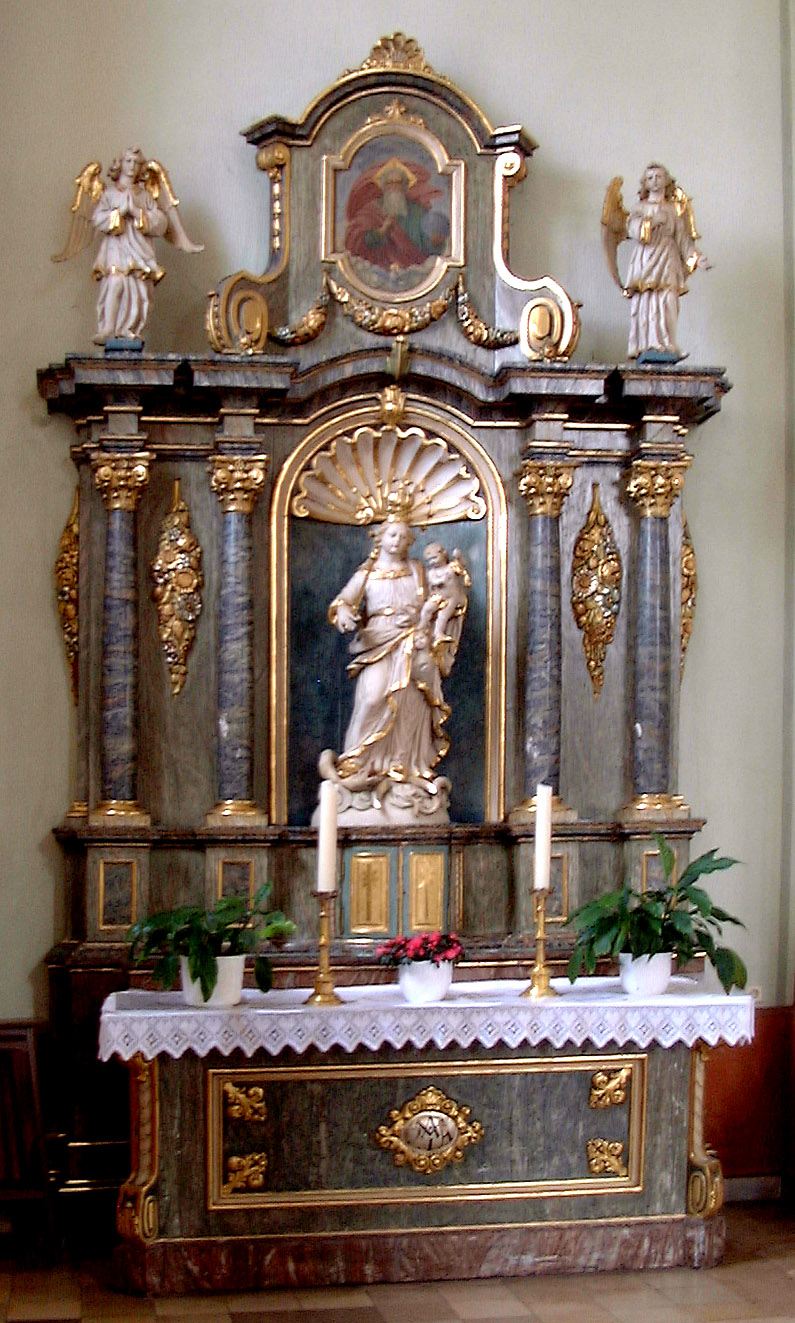
Der linke Seitenaltar

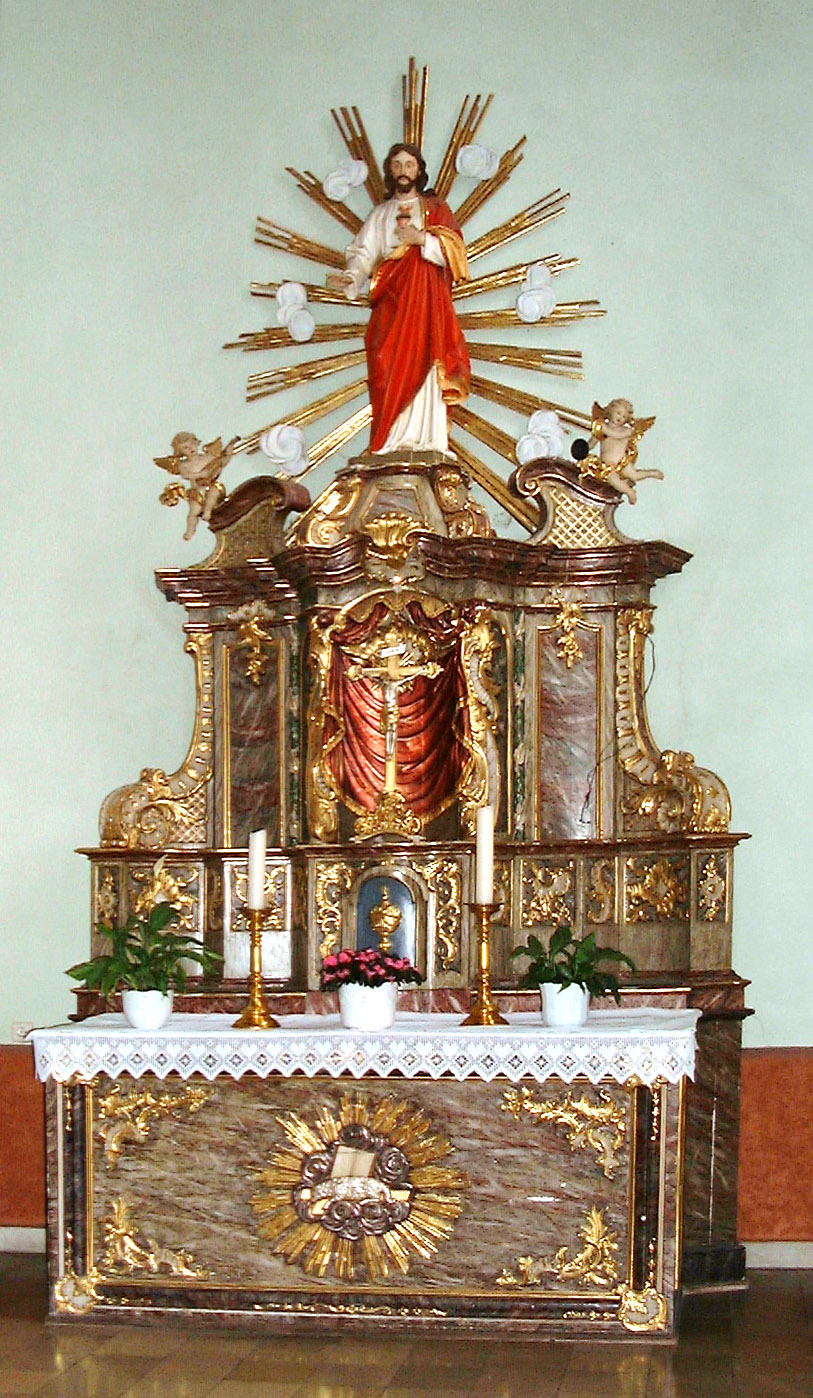
Der rechte Seitenaltar

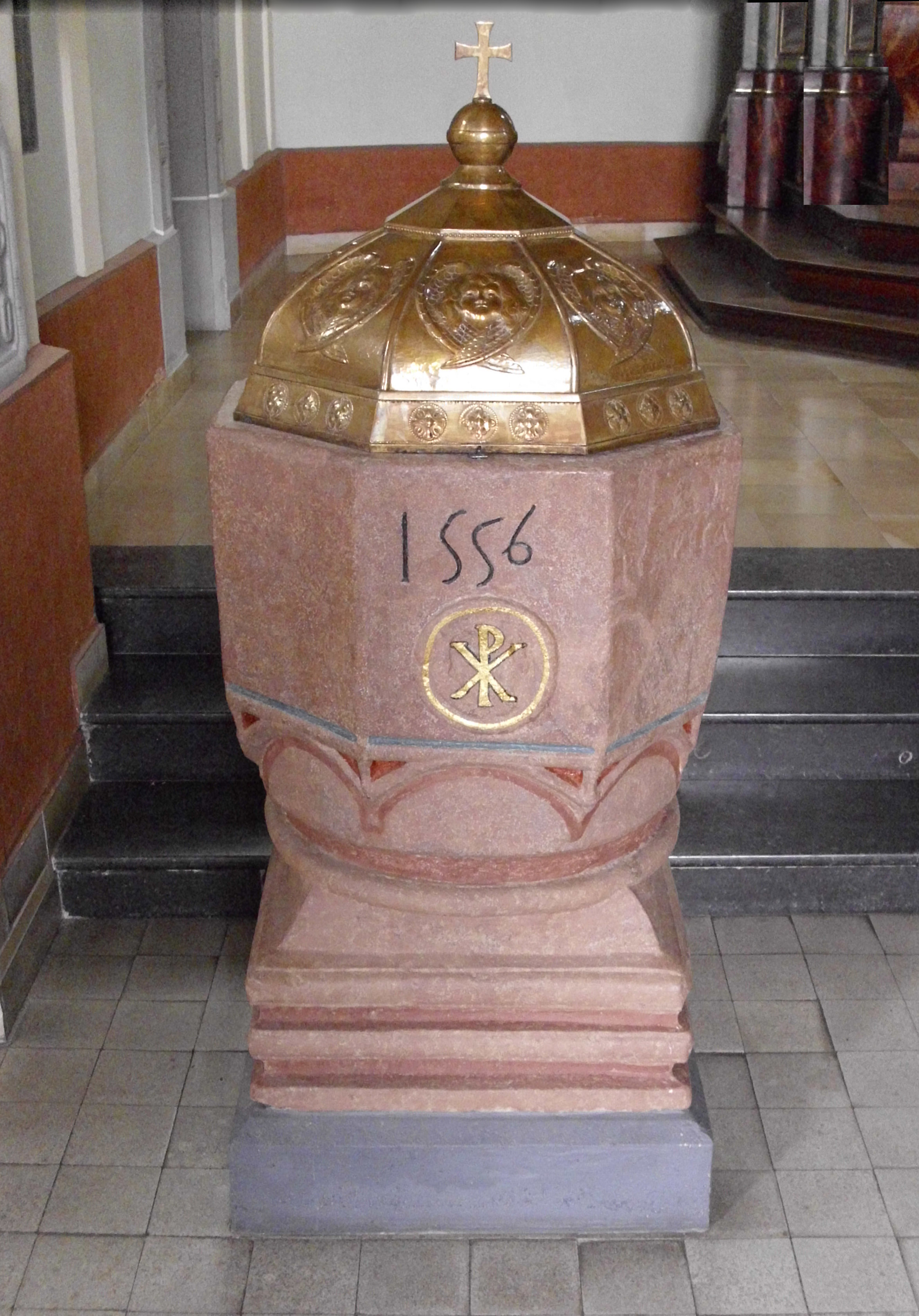
Taufstein von 1556

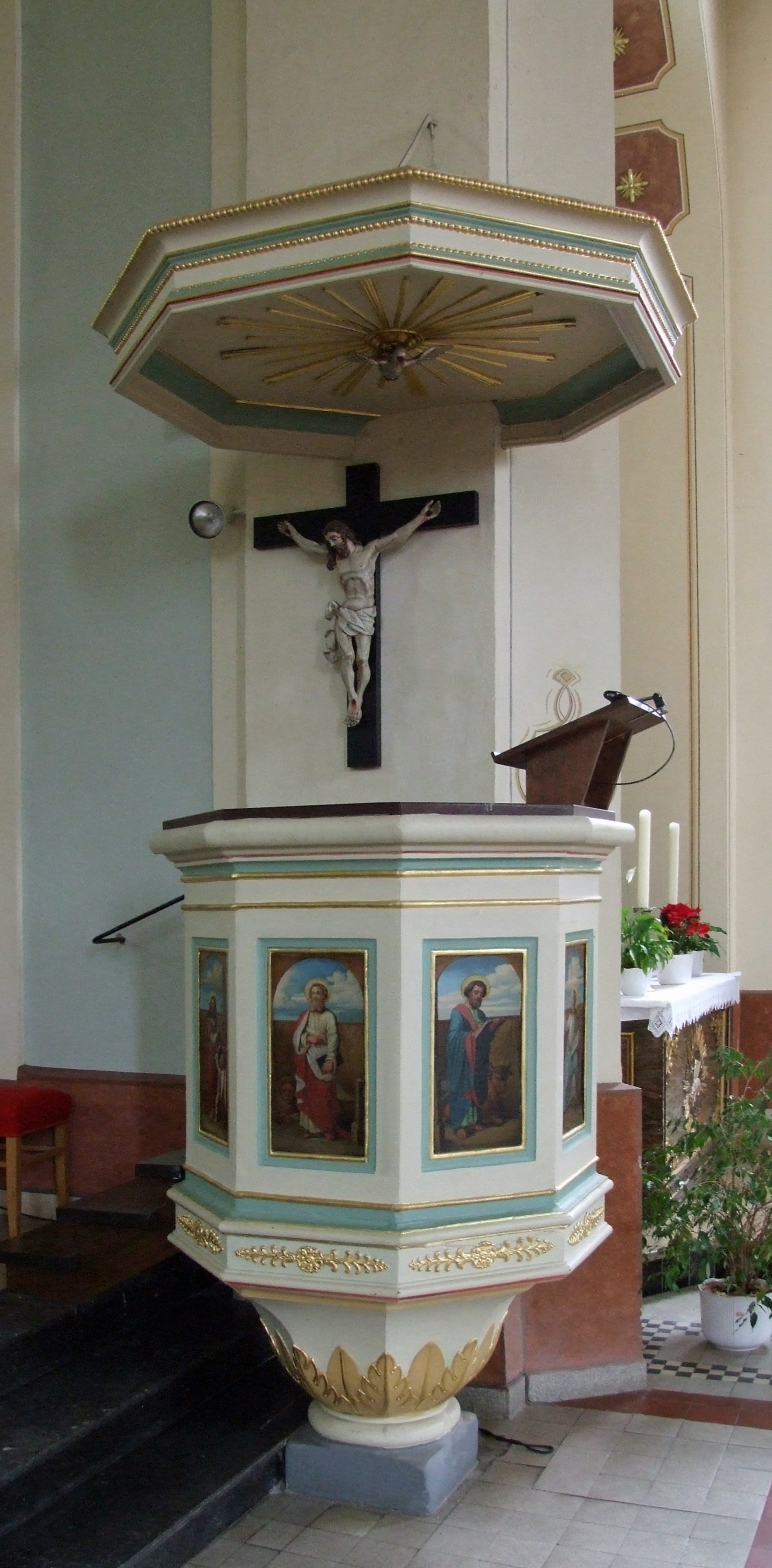
Kanzel

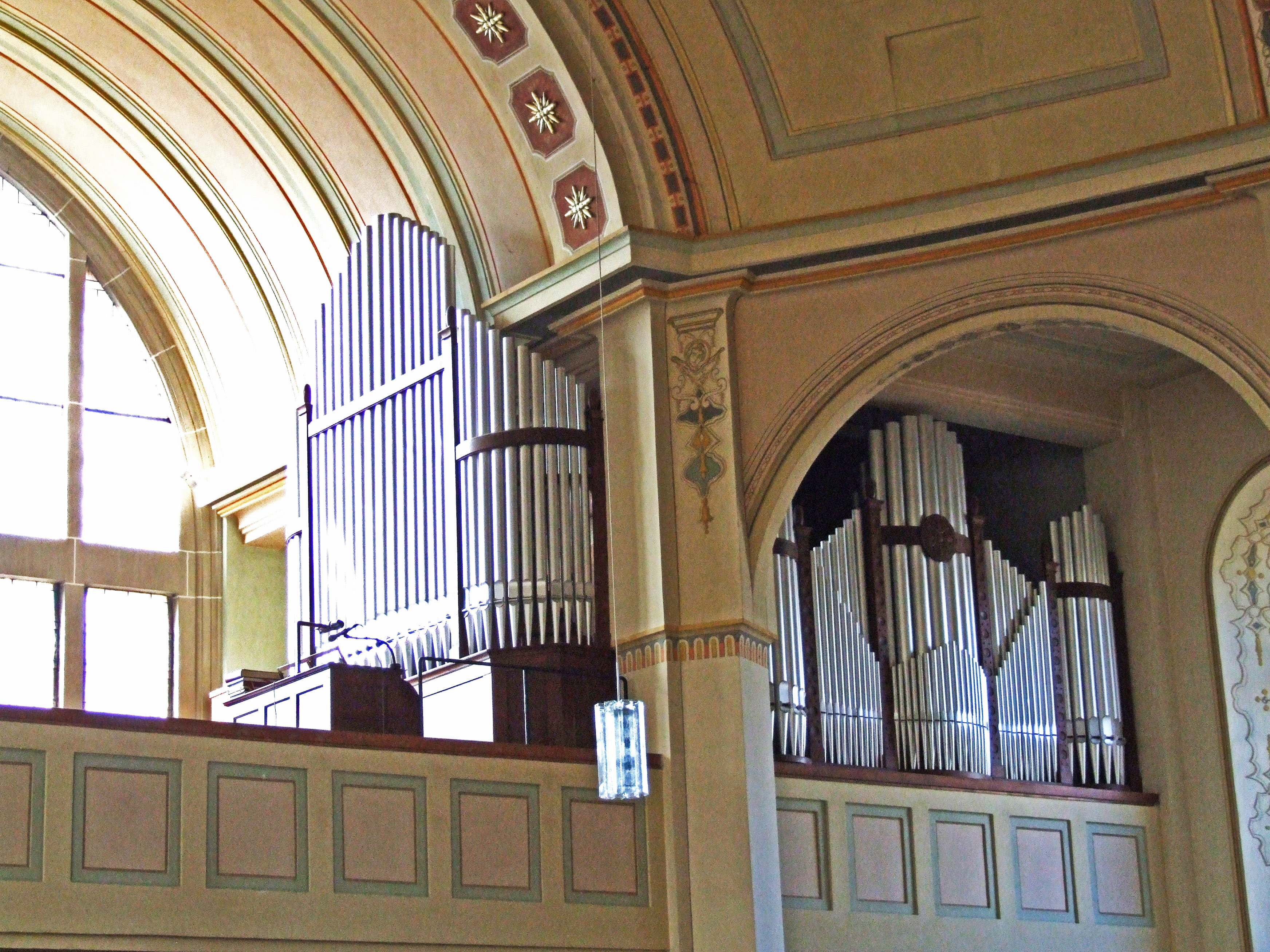
Orgelempore mit Orgel

St. Aper Wasserliesch ist die Kirche der katholischen Pfarrei St. Aper Wasserliesch im Landkreis Trier-Saarburg in Rheinland-Pfalz. Sie ist die einzige Pfarrkirche in Deutschland, die das Patronat des Bischofs und Bekenners Aper besitzt; er war von 500 bis 507 der 7. Bischof des damaligen Bistums Toul in der französischen Region Lothringen. Das Gebäude ist von Südwest nach Nordost orientiert. Der 36 m hohe Kirchturm steht an der nordwestlichen Seite, der Glockenstuhl befindet sich im obersten schiefergedeckten Turmgeschoss. Eingangsseite der Kirche ist die zur Dorfstraße gerichtete Giebelseite. Sie besitzt ein Haupteingangsportal in der Mitte mit zwei daneben angeordneten kleineren Eingangsportalen. Alle Eingänge sind mit Windfängen versehen; zwischen den Windfängen befinden sich zwei vom Kirchenraum aus zugängliche kleine Kapellchen. Der Seiteneingang an der nordöstlichen Seite der Kirche besitzt einen überdachten Treppenaufgang, er wird nicht mehr genutzt; der zugehörige Windfang im Inneren dient nur noch als Ausstellungsraum.

## Bauwerk
Die St. Aper-Kirche in Wasserliesch wurde in den Jahren 1910/1911 als dreiteilige neobarocke Stufenhalle erbaut. Planung und Bauleitung hatte der überregional bekannte Architekt und Kirchenbaumeister Peter Marx aus Trier. Er setzte den damals noch neuen Baustoff Eisenbeton ein, dessen Verwendung für einen Sakralbau außergewöhnlich war. Peter Marx war ein bedeutender Kirchenbaumeister, er hat mehr als 70 Kirchen neu- oder umgebaut, überwiegend im Saarland und in der Region Trier.
Vermutlich hatte sich Peter Marx von der Barock-Wallfahrtskirche „Unserer Lieben Frau“ in Steinhausen (Baden-Württemberg) inspirieren lassen, die der berühmte Baumeister Dominikus Zimmermann gebaut hat. Ihr ovaler Grundriss und die dreifach gebrochene barocke Kirchturmhaube mögen Marx angeregt haben, ein ähnliches Bauwerk in Wasserliesch zu schaffen. Der erstmals verwendete Baustoff Eisenbeton gestattete es ihm, das Mittelschiff mit einem weit ausladenden ovalen Kuppelgewölbe zu überdecken; im Eingangs- und Chorbereich geht es in ein Tonnengewölbe über. Die beiden Seitenschiffe sind mit einer flachen kassettierten Eisenbetonplatte überdeckt.
Die ungewöhnliche Bauweise erlaubte dem Architekten eine von historischen Baustilen völlig losgelöste Gestaltung. So lässt sich das Gebäude keiner historischen Stilrichtung zuordnen, auch wenn einzelne Bauteile, wie die Kirchturmhaube und die tragenden Stützen im Innenraum mit ihren Bögen, neobarocke Strukturen aufweisen.
Das Äußere der Kirche ist schlicht gestaltet. Die Gliederungen sind in hellem Sandstein mit rau geputzten Mauerflächen ausgeführt, die Dachflächen in Schiefer gedeckt. Das Innere ist ebenfalls schlicht gestaltet, Decken und Gewölbe sind kassettiert. Eisenbeton setzte der Architekt nur für das Mittelschiff mit den tragenden Stützen ein. Damals hatten nur wenige Firmen die notwendige Erfahrung mit der Verarbeitung des neuen Baustoffs, sodass der Architekt eine in Saarbrücken ansässige Spezialfirma mit der Ausführung beauftragen musste. Das Außenmauerwerk ließ er von ortsansässigen Firmen in herkömmlicher Bauweise mit heimischem Buntsandstein herstellen. Die bemerkenswerte Kombination dieser beiden Bauverfahren in einem Gebäude war dem Landesamt für Denkmalpflege Rheinland-Pfalz Anlass, die Kirche nach dem Ende des Zweiten Weltkrieges unter Denkmalschutz zu stellen.
Die für eine Dorfkirche ungewöhnliche Größe für 1.200 Besucher hatte die Kirchengemeinde dem Architekten wegen der Anfang des 20. Jahrhunderts dynamisch anwachsenden Einwohnerzahl vorgegeben. Die Vorgängerkirche, die bis zum Jahr 1920 an anderer Stelle stand, war längst zu klein geworden. Um der Vorgabe gerecht werden zu können, musste Marx eine ungewöhnliche Bauweise anwenden.
Der Innenraum wirkt auf den Besucher durch seine außergewöhnliche Größe und Weite. Der Eindruck ist der ovalen Form des Gebäudes geschuldet, die dem Hauptschiff den weitaus größten Raum gestattet. Das hoch hinaufreichende Deckengewölbe ruht auf zwei seitlich in Reihen angeordneten betont schlank gehaltenen Stützen. Die beiden Seitenschiffe sind sehr schmal ausgefallen, sodass sie nur noch als Seitengänge dienen können. Dennoch bietet die Kirche eher das Bild eines dreischiffigen Kirchenraumes. Sie erinnert aber in keiner Weise an die nüchternen Formen der Betonkirchen, wie sie nach dem Zweiten Weltkrieg zunehmend errichtet worden sind.
Ein Kunstkritiker beschrieb die St. Aper-Kirche im Jahr 1910 so:
„Die neue Pfarrkirche in Wasserliesch bei Trier, von dem Architekten Peter Marx, Trier, erbaut, erweckt in mehr als einer Hinsicht großes Interesse. Als Baumaterial ist hauptsächlich Eisenbeton verwandt worden. Der moderne, äußerst gestaltungsfähige Baustoff verlangt eine von den historischen Stilen gänzlich losgelöste Formengebung und ermöglichte zugleich eine bedeutende Freiheit der Grundrissbildung. Das Längsschiff trägt ein Tonnengewölbe von sehr großer Spannweite. So entsteht ein weiter, übersichtlicher, nur von einigen schlanken Stützen durchsetzter Raum, ohne dass die für katholische Kirchen charakteristische Längsrichtung preisgegeben ist. Die Raumwirkung wird durch große Schlichtheit sehr gehoben.“

## Altäre
Prunkstück der Innenausstattung ist der wertvolle Rokoko-Hochaltar aus der 1. Hälfte des 18. Jh., seine Entstehung wird in die Jahre 1730 bis 1750 datiert. Etwa bis zum Jahr 1900 stand er in der Michaeliskapelle zu Wetzlar, er wurde nach einem Umbau verkauft. Beiderseits des Altaraufbaues angebrachte goldfarbene Verzierungen betonen den Rokoko-Stil des Kunstwerkes. Der massive Altartisch, auch Mensa genannt, musste aus Sandstein neu aufgebaut werden. In ihn hinein setzte man einen 10 × 10 cm großen und 2 cm starken Stein als Sepulcrum mit einer Reliquie der hl. Jucunda. Es handelte sich um einen weißen Sandstein, der dem Mauerwerk der Abteikirche der früheren Benediktinerabtei von Marmoutier im Elsass entnommen und der Pfarrei Wasserliesch überlassen worden war.
Auch das Tabernakel musste neu hergestellt werden, Architekt Peter Marx hatte es entworfen. Über dem Tabernakel bildet eine sehr gute Nachbildung des Gnadenbildes Mariahilf von Lucas Cranach dem Älteren den optischen Mittelpunkt. Es zeigt, ebenso wie das Original des Gemäldes im Dom St. Jakob zu Innsbruck, eines seiner berühmten Madonnenbilder. Oben über dem Madonnenbild ist das Auge Gottes im Strahlenglanz zu sehen. Zwischen diesem und dem Madonnenbild befindet sich das Wappen des Fürsten zu Solms-Braunfels. Der Fürst gehörte einem hessischen Adelsgeschlecht an, vermutlich hatte er den Altar im 18. Jh. der Michaeliskapelle zu Wetzlar gestiftet.
Das Madonnenbild wird von den Skulpturen der hl. Gertrudis von Altenberg, dargestellt mit Buch und Stab, und der hl. Barbara von Nikomedien mit Märtyrerpalme, Kelch und Turm flankiert. Gertrudis war die jüngste Tochter der hl. Elisabeth von Thüringen. Die hl. Barbara soll im 3. Jahrhundert gelebt haben; sie war eine Märtyrerin und Heilige, ihre Existenz ist jedoch historisch nicht gesichert. Vor allem wird sie als Schutzpatronin der Bergleute, aber auch der Steinmetze, Zimmerleute, Dachdecker und Feuerwehrleute verehrt; außerdem zählt sie zu den vierzehn Nothelfern. Auf dem Hochaltar wird nicht mehr zelebriert, denn die nach dem Zweiten Vatikanischen Konzil eingeleitete Liturgiereform verlangt, dass sich der Priester während der Messe den Gläubigen zuwendet. Aus diesem Grund wurde im Jahr 2000 ein neuer Zelebrationsaltar beschafft und auf einem hölzernen Podest im Zentrum des Mittelschiffs aufgestellt.
Die Seitenschiffe stoßen auf die im Jahr 1913 beschafften Seitenaltäre. Der 4,85 m hohe aus Eichenholz angefertigte linke Seitenaltar ist ein Werk des Bildhauers Vitus Föhr aus Trier. Er war als „Altar der hl. Familie“ vorgesehen, weshalb man zunächst in die Mitte des Altaraufbaus eine hölzerne Skulptur der Heiligen Familie mit Jesus, Maria und Josef stellte. Sie wurde nach dem Zweiten Weltkrieg durch eine Marienfigur, die Maria als Königin darstellt, ersetzt. Die Seitenteile des Altaraufbaus tragen je eine Engel-Statue, zwischen ihnen befindet sich ein Bildnis von Gott dem Vater.
Der rechte Seitenaltar ist ebenfalls ein Werk des Bildhauers Vitus Föhr. Er ist 3,60 m hoch, den oberen Abschluss bildet eine 1,20 m große Herz-Jesu Statue. Die Seitenteile des Altaraufbaus tragen Putten, die ein Holzschnitzer aus Südtirol angefertigt hat. Um die Kosten niedrig zu halten, hatte der damalige Pfarrer Schnitzereien und andere Teile sowie das Tabernakel eines nicht mehr benötigten Altars der Filialkirche eines Nachbarortes erworben. Um ihn stilistisch anzupassen, verzierte Vitus Föhr ihn mit Rokoko-Stilelementen. Dennoch bietet er ein völlig anderes Bild als die übrigen Altäre; stilistisch lässt er sich nicht eindeutig zuordnen.

## Innenausstattung
Unterhalb der dreistufigen Treppe zum etwas höher liegenden Chorraum steht an der linken Seite ein wuchtiges achteckiges Taufbecken aus rotem Sandstein mit der Jahreszahl 1556 und dem Christussymbol „XP“ darunter; es stammt aus der Vorgängerkirche. Als Kunstwerk der Spätrenaissance besitzt es auch spätgotische Stilelemente mit einem romanischen Rundbogenfries am unteren Rand. Es ist vermutlich von einem einheimischen Künstler geschaffen worden und gilt als Meisterstück des sakralen Steinmetzhandwerks. Einige der Flächen des auf einer grau gestrichenen Plinthe stehenden achteckigen in roter Sandsteinfarbe gestrichenen Taufbeckens tragen Aufschriften und Zeichen, die unter immer wieder neu aufgetragenen Farbschichten nur noch ansatzweise zu erkennen sind.
Anlässlich der Innenrenovierung der Kirche im Jahr 1986 erhielt das Taufbecken den heutigen sandsteinroten Anstrich. Der Bistumskonservator des Bistums Trier hatte es untersucht und festgestellt, dass es zuvor einen grüngrauen Dispersionsanstrich hatte, unter ihm lag ein sandsteinroter Ölfarbenanstrich. Unter diesem erkannte er wiederum Teile eines blaugrünen Anstriches in Kasein, schließlich zuunterst Reste eines Kalk-Anstriches in Caput mortuum (lat.: Totenkopf), einer von den Alchimisten im 15. Jh. hergestellten violettstichigen roten Farbe.
Die ursprüngliche Sandsteinhaube des Taufbeckens wurde im Jahre 1911 durch eine Messinghaube mit schönen Ornamenten ersetzt. Nach dem Zweiten Weltkrieg bekam das Kunstwerk einen Inneneinsatz aus Messing, nachdem das massive Innere war durch einen Riss im Stein undicht geworden war. Die Taufzeremonie findet zwar nach wie vor am Taufbecken statt, doch wird das geweihte Taufwasser in einem anderen Behältnis aufbewahrt.
Anders als in vielen Kirchen steht hier das Taufbecken im Chorraum der Kirche. Üblicherweise sollte es – anfangs war es hier auch so – neben dem Haupteingang zur Kirche aufgestellt sein. Der Standort dort hat symbolische Bedeutung, denn das Spenden des Taufsakramentes steht für den Eintritt des Täuflings in die Gemeinschaft der Gläubigen.
An der Seitenwand des Chores ist über dem Taufbecken eine auf einem Sockel stehende größere Skulptur des Schutzpatrons St. Aper aufgestellt. Darunter ist der eingemauerte Grundstein der Kirche in die Wand eingesetzt, rechts daneben eine Gedenktafel zur Konsekration mit dem eingravierten Text „Hoc templum consecratum est anno 1911 XXII MAII.“ (Diese Kirche ist am 22. Mai 1911 geweiht worden).
Die Kanzel, vorne rechts im Chorraum aufgestellt, stammt aus der Vorgängerkirche. Sie wird schon lange nicht mehr genutzt. Vorher war sie an einem der Stützpfeiler rechts im vorderen Teil des Kirchenschiffs auf einer Säule stehend befestigt und von dort aus über eine hölzerne Treppe zugänglich. Heute steht sie wieder an der Stelle, an der sie nach dem Bau der Kirche schon einmal aufgestellt war. Offenbar gefiel der Aufstellort der bischöflichen Behörde damals nicht. Sie hatte den Pfarrer beauftragt dafür zu sorgen, sie anstelle eines rechten Seitenaltars im Seitenschiff aufstellen zu lassen. Im Chorraum aufgestellt behindere sie die Kommunionbank. Von der Aufstellung eines dritten Altars könne dann abgesehen werden. Diese Vorgaben stießen beim Pfarrer nicht auf Gegenliebe, er hat sich nicht daran gehalten und die Kanzel im Chorraum aufstellen lassen. Heute ist keine Kommunionbank mehr vorhanden, sie ist nach der Einführung der Handkommunion entfernt geworden. Die Bilder an den Seitenflächen der Kanzel zeigen die vier Evangelisten mit ihren Symbolen, so wie sie als Autoren der biblischen Evangelien bekannt sind. Von links nach rechts sind zu sehen: Matthäus mit einem geflügelten Menschen, der das Evangelienbuch hält, Markus mit einem Löwenkopf, Lukas vor einem Stier stehend und Johannes mit einem Adler.
Ungewöhnlich sind die beiden großformatigen Wandgemälde an den Seitenwänden des Chorraumes über den Sakristeitüren mit Szenen aus dem Alten Testament. Das Bild an der linken Seitenwand zeigt in einer Szene das vom Himmel herabfallende Manna, auch Himmelsbrot genannt, das Gott den Israeliten während ihrer 40-jährigen Wanderschaft durch die Wüste als Nahrung gab. Nach der Bibel fiel das Manna nachts auf den Wüstenboden, konnte morgens aufgesammelt und noch am selben Tag verzehrt werden; alles was abends nicht aufgegessen war, verdarb über Nacht. Zum Sabbat durfte am 6. Tag der Woche die doppelte Menge gesammelt werden, denn am Sabbatmorgen war kein frisches Manna zu finden.
Das Wandbild rechts zeigt Melchisedech, Hohepriester und König von Salem, der Gott Brot und Wein als Dankopfer darbringt; er war nach der Bibel Priester des höchsten Gottes und segnete Abraham mit den Worten: „Gesegnet sei Abraham vom höchsten Gott, dem Schöpfer des Himmels und der Erde, und gepriesen sei der höchste Gott, der deine Feinde an dich ausgeliefert hat“. Abraham anerkannte ihn daraufhin als König und gab ihm den Zehnten von allem. Die Bedeutung Melchisedechs besteht vor allem darin, dass er der erste in der Bibel erwähnte Priester war, der Brot und Wein und nicht das Fleisch von Tieren opferte.
Das Deckengemälde über dem Hochaltar in der oberen Rundung der Apsis nimmt die ganze Breite des Chorraumes ein. Es stellt Jesus auf einem Thron sitzend dar, neben ihm Maria und Josef, ganz rechts St. Aper vor seiner Patronatskirche, links außen St. Matthias mit Hauklotz und Beil – er wurde enthauptet.

## Kirchenschiff
An den Seitenwänden sind die in katholischen Kirchen üblichen vierzehn Kreuzwegstationen angebracht. Die Gemälde wurden im Jahr 1958 neu beschafft. Sie stellen, beginnend am linken Seitenaltar entgegen dem Uhrzeigersinn fortschreitend den Leidensweg Jesu Christi dar, den er vor seiner Kreuzigung gehen musste.
An den Stützpfeilern des Kirchenschiffs sind, wie in den meisten katholischen Kirchen, Heiligenskulpturen auf Sockeln stehend aufgestellt. In einem kleinen Kapellchen in der Mitte der rechten Seitenwand, das ursprünglich den Seiteneingang bildete, steht hinter einem schmiedeeisernen Abschlussgitter eine sehr alte hölzerne Marienskulptur, eine „Madonna mit der Birne“. Die aufrecht stehende Figur zeigt Maria, eine Birne in der erhobenen rechten Hand haltend – der linke Arm trägt den Jesusknaben –, eine sehr seltene Art der Mariendarstellung. Die Birne soll die Unschuld und Reinheit der Gottesmutter symbolisieren. Das Kunstwerk stammt aus dem 15. oder 16. Jh. und stand vor dem Kirchenneubau in der alten Kirche.
Zur Ausstattung der Kirche gehörte früher auch eine sehr alte hölzerne Barock-Madonna, eine Mutter Gottes auf der Mondsichel aus dem Jahr 1470, die der damalige Pfarrer vermutlich nach dem Ersten Weltkrieg aus privatem Besitz als „altes Möbel“ erworben hatte. Er konnte nicht ahnen, dass es ein außergewöhnlich wertvolles Kunstwerk war. Die Skulptur gilt als ein Werk des niederländischen Bildhauers Nikolaus Gerhaerd van Leyden. Sie ist z. Zt. im Bischöflichen Diözesanmuseum zu Trier ausgestellt.
Eines der beiden kleinen Kapellchen neben dem Haupteingang birgt die Figurengruppe der Heiligen Familie, die ursprünglich den linken Seitenaltar zierte; rechts an der Wand ist eine Pietà angebracht, das zweite Kapellchen enthält eine kunstvoll gestaltete hölzerne Gedenktafel mit den Namen der Gefallenen des Ersten Weltkrieges sowie ein großes Missionskreuz.
Das Kirchenschiff wird von seitlichen Fenstern und einem in der Giebelfront über der Orgelempore eingesetzten sehr großen siebenteiligen Fenster erhellt. Letzteres erhellt insbesondere das Gewölbe, da die seitlichen Fenster hierfür zu tief liegen. Die vierzehn von einer Trierer Glaswerkstätte künstlerisch gestalteten farbigen Bleiglasfenster sind während des Zweiten Weltkrieges infolge Artilleriebeschusses zerstört worden. Einheimische Familien hatten sie beim Bau der Kirche unter großen finanziellen Opfern gestiftet. Sie zeigten in eindrucksvollen Bildern biblische Szenen und Motive; als Vorlage hatten die Abbildungen der damaligen Schulbibel gedient. In kräftigen Farben tauchten sie den Innenraum in ein gedämpftes vielfarbiges Licht, das ihn auch bei Tageslicht sehr dunkel erscheinen ließ. Um dem Innenraum dennoch ausreichend erhellen zu können, hatte Architekt Peter Marx das für einen Sakralbau ungewöhnliche siebenteilige Rundbogenfenster über den Eingängen zur Kirche anbringen lassen. Heute besitzen die Fenster der Seitenwände helle nur leicht gefärbte Glasscheiben mit einem dezenten orangefarbenen Glasrahmen; lediglich die beiden Fenster im Chorraum und das große rückwärtige Fenster sind mit farbigen Bleiglasfenstern ausgestattet.
Die Kirche selbst ist während des Zweiten Weltkrieges ebenfalls beschädigt worden; in dem Deckengewölbe des Hauptschiffs klaffte nach Kriegsende ein rundes Loch mit einem Durchmesser von ca. 5 m. Das Dach mit dem Dachstuhl war weitgehend zerstört, sodass eindringendes Regenwasser weiteren Schaden verursachen konnte. Die Mängel konnten in den ersten Nachkriegsjahren nur notdürftig beseitigt werden; erst Mitte der 1950er Jahre war die Kirche vollständig renoviert. Leider wurde sie damals dem Zeitgeschmack entsprechend „modernisiert“; die aufwändige Innenausmalung übermalte man. Bei der Innenrenovierung in den 1990er Jahren versuchte man mit erheblichem Aufwand die alte Ausmalung wiederherzustellen, was nur zu einem kleinen Teil gelang.

## Orgel
Im Eingangsbereich überspannt eine Orgelempore die gesamte Breite der Kirche. Sie trägt an der linken Seite eine zweimanualige Weigle-Orgel mit Pedal aus dem Jahr 1927. Der rückwärts an den zur Orgelempore gerichteten Teil der Orgel angesetzte Spieltisch trägt den Namenszug des Orgelbaumeisters Johann Stockhausen aus Linz am Rhein. Das Instrument wurde von der Firma Weigle aus Stuttgart-Echterdingen hergestellt. Stockhausen war zuvor Mitarbeiter der Firma Weigle, hatte aber, nachdem er sich als Orgelbaumeister selbstständig gemacht hatte, den Aufbau und die Intonation der Orgel in eigener Regie übernommen. Am 28. August 1927 wurde das Instrument unter großer Beteiligung der Bevölkerung feierlich eingeweiht.
Die Orgel besitzt 19 klingende Register, eine pneumatische Traktur und eine romantische Disposition:
| I Hauptwerk C– |                  |       |
| 1.             | Flauto amabile   | 8′    |
| 2.             | Seraphon gedeckt | 8′    |
| 3.             | Gamba            | 8′    |
| 4.             | Principal        | 8′    |
| 5.             | Oktave           | 4′    |
| 6.             | Mixtur           | 2 ⁄3′ |

| II Nebenwerk C– |                  |     |
| 7.              | Liebl. Gedeckt   | 16′ |
| 8.              | Aeoline          | 8′  |
| 9.              | Vox coelestis    | 8′  |
| 10.             | Salicional       | 8′  |
| 11.             | Konzertflöte     | 8′  |
| 12.             | Geigen Principal | 8′  |
| 13.             | Rohrflöte        | 4′  |
| 14.             | Piccolo          | 2′  |
| 15.             | Trompete harm.   | 8′  |
|                 | Tremolo          |     |

| Pedal C– |            |     |
| 16.      | Echobass   | 16′ |
| 17.      | Subbass    | 16′ |
| 18.      | Violonbass | 16′ |
| 19.      | Oktavbass  | 8′  |

- Koppeln: II/I (Normal-, Sub- und Superoktavkoppeln), I/P, II/P.
- Spielhilfen: Automatische Pedalumschaltung, freie Kombination, Ausschalter, Echokasten für das 2. Manual, Registerschweller mit Anzeiger sowie Piano-, Mezzoforte, Forte- und Tutti-Züge.

## Glocken
Durchaus ungewöhnlich ist das Glockengeläut und seine Geschichte. Nachdem der Turm anfangs die beiden kleineren Bronze-Glocken der Vorgängerkirche aufgenommen hatte, musste die Kirchengemeinde sie im Jahr 1917 als Rohstoff zur Herstellung von Waffen an das Kriegsministerium abgeben; Glocken aus Bronze waren während der beiden Weltkriege begehrtes Rüstungsmaterial. Drei schwerere Gussstahlglocken, die man vom Bochumer Verein für 2.545 Mark hatte gießen lassen, ersetzten sie danach. Der Erlös aus dem Verkauf des alten Geläutes wurde für die Anschaffung der neuen Glocken mit verwendet. Den neuen Glocken blieb, da sie nicht aus Bronze bestanden, das gleiche Schicksal während des Zweiten Weltkrieges erspart. Immerhin hatte man sie schon vom Turm herunter geholt und dann erst festgestellt, dass sie nicht aus Bronze, sondern aus Stahl bestanden und daher für die Rüstungsindustrie uninteressant waren. So zog man sie umgehend wieder hoch an ihren Platz im Glockenstuhl, wo sie bis heute ihren Dienst versehen.
Die drei Gussstahlglocken wiegen 586 kg, 336 kg und 283 kg und sind auf die Tonhöhen Gis, H und Cis gestimmt. Ein Gutachter, der bei der Abnahme die Tonprüfung vornahm, bemängelte, dass die große Glocke einige Schwingungen tiefer als Gis klinge, während die beiden kleineren die Töne H und Cis rein hielten. Die kleine Abweichung des Tones Gis nach unten verschwinde aber fast ganz, was dem Wohlklingen keinen Abbruch tue, wie er abschließend bemerkte. Die größte Glocke trägt die Aufschrift: „St. Aper ora pro nobis, esto bonus pastor hujus parochiae Wasserliesch 1917“ (St. Aper, bitte für uns, sei deiner Pfarrei Wasserliesch ein guter Hirte), die Aufschrift auf der mittleren Glocke lautet: „S. Maria, regina pacis, ora pro nobis“ (Hl. Maria, Königin des Friedens, bitte für uns) und schließlich die Aufschrift auf der kleinen Glocke: „H. Johannes bitte für uns, Kriegsjahr 1917“.